# Rattus feileri
Rattus feileri — нещодавно описаний вид пацюків з Індонезії. Вид відомий лише за голотипом, зібраним у 1938 році на острові Таліабу та зберігається в Державному музеї зоології в Дрездені. Названий на честь німецького зоолога Альберта Фейлера.